# Morbihan

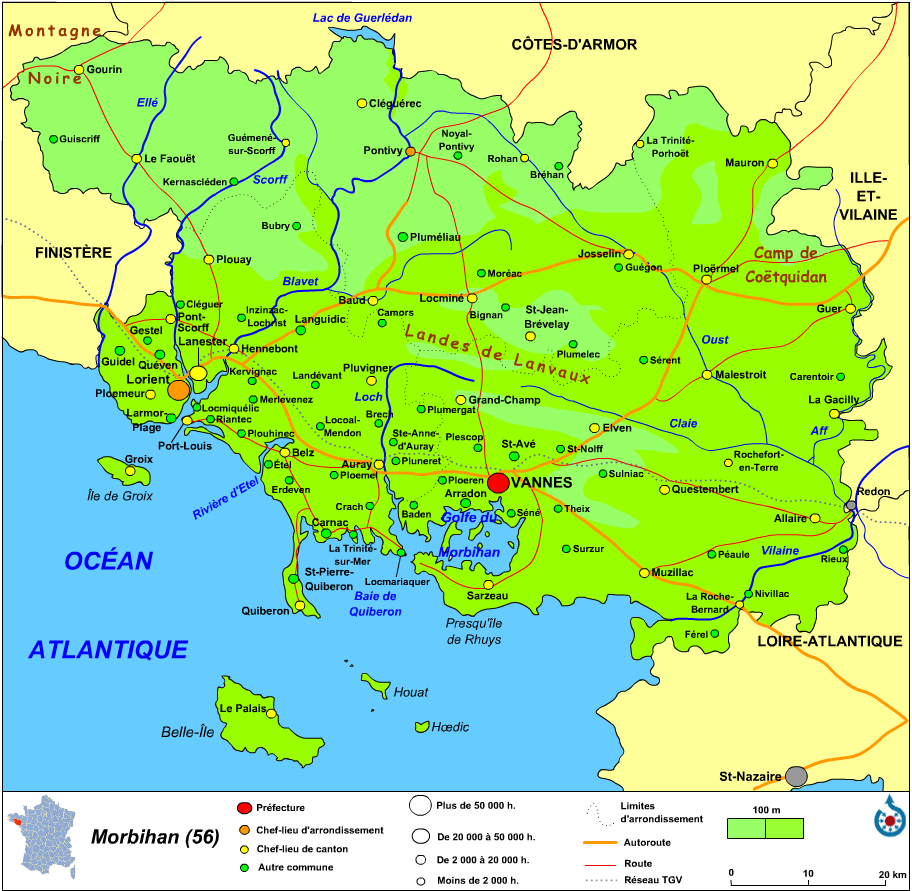
Il Morbihan.

Il Morbihan (pronunzia in francese: [mɔʁbijɑ̃]; in bretone: Mor-Bihan, [ˈmoːrˈbiː(h)ãn]) è un dipartimento francese della regione amministrativa della Bretagna.
Il nome del dipartimento deriva dal bretone: Morbihan è infatti l'unione di mor (mare) e di bihan (piccolo). Il nome fa riferimento alla collocazione del territorio sulla costa dell'Oceano Atlantico, su cui forma il cosiddetto Golfo di Morbihan, un mare chiuso che sfocia nell'oceano con lo stretto tra la punta di Kerpenhir e la punta di Bilgroix.
È l'unico dipartimento dello Repubblica francese a non avere un nome francese, ma derivato dalla lingua locale. Il territorio corrisponde essenzialmente al regno, divenuto successivamente contea, di Broërec e più anticamente alla città di Vannes (dal nome dell'etnia celtica, Veneti dell'Armorica, che ivi popolò il territorio). In epoca Romana Vannes aveva nome latino di Darioritum. L'INSEE e la Poste gli attribuiscono il codice 56. La prefettura è Vannes.

## Storia
Il dipartimento è stato creato in seguito alla Rivoluzione francese, il 4 marzo 1790, su applicazione della legge del 22 dicembre 1789, a partire da una porzione dell'antica provincia di Bretagna: esso risulta edificato per 4/5 della sua estensione sulle terre dell'antica diocesi di Vannes, creata nel V secolo (ad esclusione di due piccole parti a nord, una ad est e un'altra a ovest).
Confinava con la Cornovaglia francese, ed era a sud della diocesi di Saint-Brieuc, a sud-ovest di quella di Saint-Malo e a nord-ovest di quella di Nantes.
Il dipartimento è stato creato per decisione del tribunale di giustizia dell'Ancien Régime di Vannes da una soppressione del siniscalcato di Quimperlé e la metà nord di quello di Ploërmel, ai quali si andò ad aggiungere parte del siniscalcato di Gourin.
I comuni della Cornovaglia morbihannaise (l'antico siniscalcato di Gourin), che non facevano parte del dipartimento del Morbihan, avevano richiesto l'annessione a Finisterre, senza successo. Alcune petizioni circolarono a più riprese ma, solamente il comune di Locunolé riuscirà a ottenere l'ammissione nel 1847.
Dal 1791 al 1793, i nuovi distretti (Auray, Le Faouët (Morbihan), Hennebont, Josselin, Pontivy, La Roche-Bernard, Rochefort (Morbihan) e Vannes) del distretto del Morbihan, fornirono quattro battaglioni di soldati volontari nazionali.

## Geografia
Il dipartimento del Morbihan fa parte della regione della Bretagna. Esso confina:
- a ovest con il dipartimento 29 Finistère;
- a nord con il 22 Côtes-d'Armor;
- a est con il 35 Ille-et-Vilaine;
- a sud-est con il 44 Loira Atlantica della regione Paesi della Loira;
- a sud-ovest è bagnato dall'Oceano Atlantico che forma la Costa dei Megaliti.

La superficie del dipartimento è di 6823 km² con 905 km di coste.
La superficie del Morbihan copre una decima parte del Massiccio armoricano.

## Descrizione
Le principali città, oltre al capoluogo Vannes/Gwened, sono Lorient/An Oriant, Pontivy/Pondi, Auray, Hennebont e Ploërmel
La regione fu popolata dai Veneti nell'Età del ferro.
- I Veneti sarebbero stati un ceppo etnico indo-europeo proveniente dall'Anatolia. Nella loro migrazione verso Nord-Ovest popolarono la pianura padana e poi, attraversate le Alpi, arrivarono fino in Bretagna.
- Questa migrazione non è attestata da elementi univoci. Il fatto che vari popoli siano stati indicati in epoca protostorica con lo stesso nome di Veneti in Gallia, in Italia, in Germania (I Wendi, adesso slavizzati e chiamati Sorabi) non è ancora stato chiarito. Ma poiché sembra che questi popoli (uno celtico, uno italico e uno germanico) avessero culture diverse e vivessero tutti sul mare, fa ritenere che un popolo marittimo possa aver imposto la sua dominazione ad altri, aggregandosi linguisticamente a loro.

I Gallo-Veneti controllavano il commercio verso le isole britanniche e dominavano la confederazione armoricana. L'Aremorica (il paese) davanti al mare si stendeva dall'imboccatura della Loira (che la divideva dall'Aquitania) a quella della Senna dove confinava con la Belgica. La preminenza e la potenza venete costituirono un ostacolo serio alla conquista della Gallia da parte di Giulio Cesare, che dopo varie sconfitte fu costretto ad allearsi con i Namneti (Nantes/Naoned) e i Picti (Poitiers) per la costruzione di una flotta capace di opporsi a quella dei Veneti. Nel 56 a.C. finalmente, sconfisse la flotta veneta e fece vendere i prigionieri al mercato degli schiavi di Roma dopo aver fatto ammazzare i membri del Senato e vietato la produzione di sale. Per controllare i Gallo-Veneti Cesare insediò veterani romani sulle punte strategiche della regione (Locmariaquer/Lokmaria-Kaer, allo sbocco dell'attuale Mor-Bihan) e creò la città di Darioritum (futura Vannes/Gwened). Come sempre, i Romani favorirono i loro alleati a danno dei loro antichi nemici. Così Nantes/Naoned e Rennes/Roazhon (in tempi diversi) sostituirono Vannes/Gwened come principale città armoricana.
Il dipartimento è stato creato in seguito alla Rivoluzione francese, il 4 marzo 1790, grazie all'applicazione di una legge del 22 dicembre 1789 che aveva lo scopo di suddividere le province francesi in istituzioni territoriali. Il territorio del dipartimento corrisponde essenzialmente alla civitas dei Gallo-Veneti che divenne con l'invasione bretone Reame, poi Contea di Broërec/Broereg e successivamente Baliato di Vannes/Gwened. Corrisponde alla diocesi di Vannes/Gwened.
Nel dipartimento è ancora molto diffusa la lingua bretone, che viene insegnata anche nelle scuole dell'obbligo bilingui.